# Ivo Barnabò Micheli

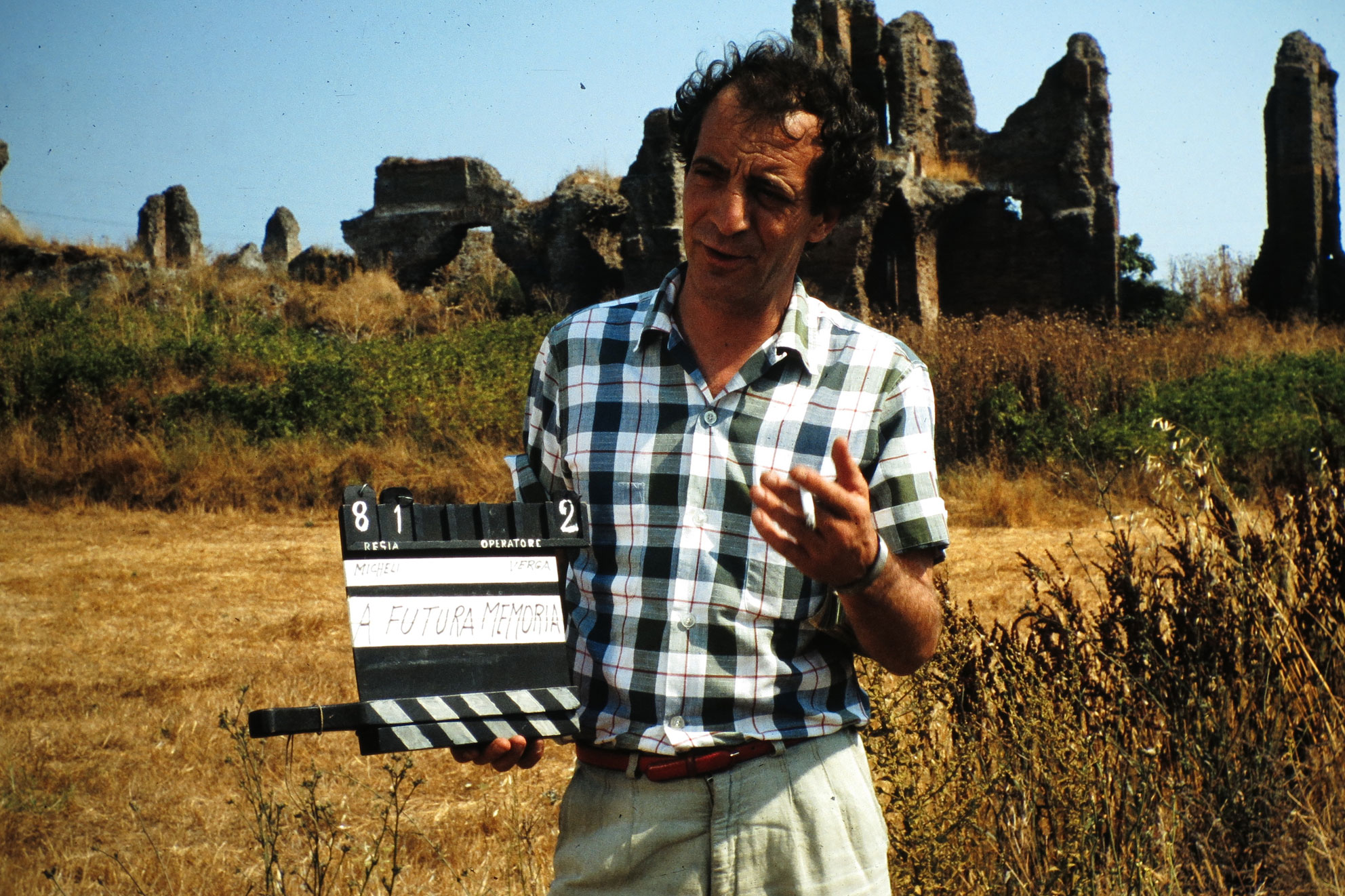
Ivo Barnabò Micheli Mitte der 1980er-Jahre am Set von A futura memoria. Pier Paolo Pasolini.

Ivo Barnabò Micheli (* 29. Jänner 1942 in Bruneck, Südtirol/Italien; † 20. Juli 2005 ebenda) war ein italienischer Filmregisseur, der in der Bundesrepublik Deutschland und in Italien arbeitete.

## Leben
Micheli wuchs in Bruneck auf, wo er die italienische Pflichtschule absolvierte. Nach der Reifeprüfung am italienischen Gymnasium in Brixen studierte er in den 1960er-Jahren Philosophie an der Universität La Sapienza in Rom. Parallel dazu machte Micheli mit kleineren Gelegenheitsjobs erste Erfahrungen im Filmgeschäft, in das er vor Beendigung seiner Studien hauptberuflich einstieg. Nach ersten Hobbyfilmen mit dem Brunecker Jugendfreund und späteren Filmproduzenten Karl Baumgartner (1966/67) veröffentlichte er 1968 in Rom sein erstes Filmporträt Hölderlin und 1970 mit La memoria di Kunz einen ersten Spielfilm, der stark vom sozialkritischen Kino des Neorealismus und der französischen Nouvelle Vague beeinflusst war. Bis zum Jahr 2001 folgten rund 30 Produktionen – vorwiegend Personenporträts und poetische Reisereportagen – die Micheli meist für die italienische RAI und den bundesdeutschen WDR produzierte. Mehrere Filme Michelis liefen parallel dazu in Programmen der Filmfestivals von Berlin, Venedig, Salsomaggiore, Sorrent und Valencia.
Seinen schöpferischen Höhepunkt erreichte Micheli mit dem Film A futura memoria über den ermordeten Intellektuellen Pier Paolo Pasolini, für den er 1986 auf dem Filmfestival von Bilbao mit dem Mikeldi-Preis sowie in Deutschland mit einem Adolf-Grimme-Preis in Silber ausgezeichnet wurde. Nach der Verfilmung des Inquisitionsprozesses gegen Galileo Galilei mit Mario Adorf im Jahr 1989 produzierte Micheli in den 1990er-Jahren diverse Dokumentarfilme für den WDR und den RAI-Sender Bozen, doch konnte er mit diesen Filmen nicht mehr an die Erfolge der 1980er-Jahre anknüpfen. Nach Fertigstellung seines letzten Films über George Taboris Mein Kampf, den Micheli im Jahr 2001 am Stadttheater Bruneck realisiert hatte, erlag er im Juli 2005 im Krankenhaus von Bruneck einem Krebsleiden.

## Werk
Die Autoren der ersten Monographie zu Leben und Werk Michelis erkennen drei Hauptthemen im filmischen Gesamtwerk des Regisseurs:
- Außenseitertum und Häresie: Michelis persönlichste Filme porträtieren das Leben bedeutender Gesellschaftskritiker (Pier Paolo Pasolini, Norbert Conrad Kaser, Galileo Galilei und Giordano Bruno). In den Filmen La memoria di Kunz (1970) und Grenzen (2001) verarbeitet der Regisseur zudem soziale Spannungsmomente in seiner Heimatregion Südtirol.
- Identitätssuche: Ausgehend von politisch motivierten Sozialreportagen in diversen Randmilieus Italiens (römisches Subproletariat, sardische Minenarbeiter) realisierte Micheli ab den späten 1970er-Jahren in Afrika (Eritrea, Schilluk, Timbuktu), ab den 1990er-Jahren auch in Mitteleuropa (Donau) mehrere kulturgeschichtliche Dokumentationen, in denen die Entstehung individueller und kollektiver Identitäten hinterfragt wird.
- Film- und Literaturgeschichte: Micheli realisierte diverse Personenporträts von deutsch- und italienischsprachigen Autoren und Regisseuren, u. a. Heinrich Böll, Karl Kraus, Pier Paolo Pasolini, Roberto Rossellini und Cesare Zavattini. In diesem Zusammenhang wird u. a. Michelis eigene Suche nach adäquaten sprachlichen und stilistischen Ausdrucksformen erkennbar, die er in seinem Spielfilm Il lungo inverno / Lange Wintertage (1985) zum Gegenstand der Handlung macht.

## Filmografie (Auswahl)
- 1970: La memoria di Kunz
- 1971: I corvi / Die Raben (mit Norbert C. Kaser u. a.)
- 1972: Cesare Zavattini: „Sprechen wir viel von mir“ (enthält Interviews mit Cesare Zavattini, Roberto Rossellini, Vittorio De Sica u. a.)
- 1977: Heinrich Böll (enthält Interviews mit Heinrich Böll, Ingeborg Drewitz, Volker Schlöndorff u. a., eine Lesung von Angela Winkler und einen Auftritt von Klaus dem Geiger)
- 1978: Eritrea
- 1979: Bruno Ganz. Reise in die Schweiz (ausführliches Gespräch mit Bruno Ganz)
- 1980: Il re divino / Der göttliche König. Geschichten vom Volk der Schilluk
- 1984: Eingeklemmt. Notizen für einen Film über Norbert C. Kaser (enthält Interviews mit Klaus Gasperi, Joseph Zoderer u. a.)
- 1985: Il lungo inverno / Lange Wintertage (mit Beate Jensen, Giulio Scarpati u. a.)
- 1985: A futura memoria: Pier Paolo Pasolini / Annäherung an einen Freibeuter (enthält Interviews mit Giulio Andreotti, Ninetto Davoli, Peter Schneider u. v. a.)
- 1988: Roberto Rossellini: I giorni dell'avventura / Tage der Abenteuer (enthält Interviews mit Isabella Rossellini, Jacques Rivette u. a.)
- 1989: „Eppur si muove!“ / „Und sie bewegt sich doch!“ Der Prozess Galileo Galilei (mit Mario Adorf und Valentina Emeri sowie Interviews mit Joseph Ratzinger und Carl Friedrich von Weizsäcker)
- 1992: Im Visier: Die letzten Tage der Menschheit. Ein Film über Karl Kraus, den Krieg und die Journalisten (enthält ein Interview mit Luca Ronconi)
- 1996: Timbuktu oder Der Traum von einem Ziel (enthält Interviews mit Ali Farka Touré und Théodore Monod)
- 1997: Mila 23. C'era una volta il Danubio / Es war einmal die Donau (mit Marit Nissen, Interviews mit Ferry Radax, Hermann Nitsch, Péter Esterházy u. a. und einer Lesung von Elfriede Jelinek)
- 2000: Ich. Giordano Bruno. 17. Februar 1600
- 2001: Grenzen (mit Ulrike Lasta, Peter Mitterrutzner, Toni Taschler u. a. und einem Interview mit Mary de Rachewiltz)
- 2001: George Tabori: Mein Kampf. Filmnotizen zum gleichnamigen Bühnenstück (enthält ein Interview mit George Tabori)

Quelle:

## Auszeichnungen
- 1986: Adolf-Grimme-Preis mit Silber
- 1986: Mikeldi-Preis in Gold auf dem Internationalen Filmfestival von Bilbao

## Zitate zu Person und Bedeutung Ivo Barnabò Michelis
„Ivo war für so einen jungen Menschen wie mich wie ein größerer Bruder, der einem Welten eröffnet hat.“

„In dem zugegebenerweise sehr gemischten Teil meiner italienischen Filme zwischen Western-, Mafiafilmen und Komödien nimmt neben dem Damiano-Damiani-Film Io ho paura und dem Florestano-Vancini-Film Il delitto Matteotti, in welchem ich Mussolini verkörpern durfte, Ivo B. Michelis „Eppur si muove!“ einen ganz besonderen Platz als ein kleines Juwel ein, das mehr öffentlichen Glanz verdient hätte.“

## Filme
- Astrid Kofler/Helmut Lechthaler: Ivo Barnabò Micheli. Una Reise, 53 Min., Audiovision, Bozen 2012.